# Antalis weinkauffi
Antalis weinkauffi is een Scaphopodasoort uit de familie van de Dentaliidae. De wetenschappelijke naam van de soort is voor het eerst geldig gepubliceerd in 1877 door Dunker.